# آویشن خزنده
آویشن خزنده (نام علمی: Thymus praecox) نام یک گونه از سرده آویشن است.